# Puerto Menesteo

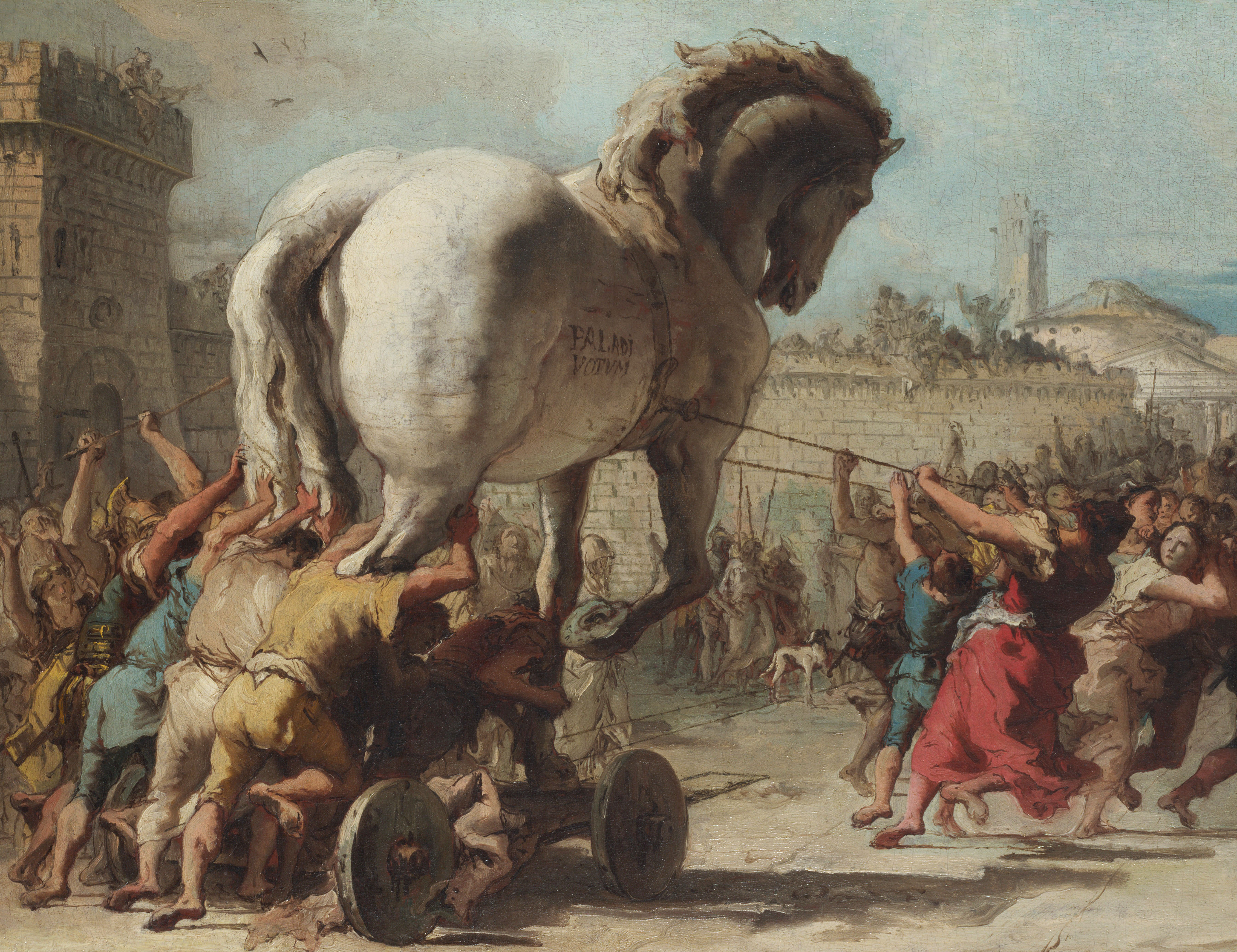
Escena de la Guerra de Troya con su famoso caballo gigante.

Puerto Menesteo o Puerto de Menesteo. Se trata de la primitiva fundación de carácter mitológico que dio paso a la actual ciudad de El Puerto de Santa María, poco tiempo después de la Guerra de Troya por parte del rey ateniense Menesteo.

## Fundación mitólogica
Cuando la Guerra de Troya acaba, todo indica que Menesteo inicia un viaje pasando por diferentes poblaciones, gobernando unas y fundando otras, hasta que finalmente traspasa las Columnas de Hércules y llega a las costas del actual río Guadalete, donde atraído por el lugar funda una ciudad que será conocida con el nombre de Puerto de Menesteo. La localización de la fundación se encuentra en el actual yacimiento de Doña Blanca encontrándose en esa época, alrededor de 1100 a. C., la desembocadura del río en ese lugar, frente a las costas de la Gadir fenicia.

## Vestigios

Situación del yacimiento de Doña Blanca frente a la Gadir fenicia.

La fundación de la ciudad parece tener un origen griego, pues recibe el nombre de Menesteo, pero los vestigios más antiguos hallados nos dan información sobre una ocupación fenicia a alrededor del siglo VI a. C. aproximadamente, encontrando necrópolis, murallas y viviendas. Esto se debe a que la composición de ciudades fenicias siempre iban acompañadas de un puerto continental, es decir, Gadir, al igual que otras ciudades de origen fenicio como podría ser Tiro, está ubicada en una isla y por tanto rodeada de agua, a estas ciudades siempre se les procuraba un puerto en la costa, en este caso Puerto Menesteo.
Aunque las fuentes arqueológicas nos hablan de una ciudad pequeña con amurallamiento, Estrabón nos cuenta como existía un puerto con una capacidad considerable con el nombre de Menesteo.

## Hipótesis
Las diferentes hipótesis que podemos encontrar barajan múltiples posibilidades. Hay quien mantiene que la ubicación primitiva de este Puerto Menesteo se encuentra en el actual yacimiento del Castillo de Doña Blanca; hay otros que sostienen que podría encontrarse entre el actual Puerto de Santa María y el yacimiento anteriormente citado; También podemos oír quien mantiene que se encontraba en la actual localización de la ciudad; o por último que debía encontrarse en algún lugar del litoral con posible localización entre la playa de la Puntilla y el Castillo de Santa Catalina. Lo que si es cierto es que toda fundación fenicia está acompañada de una historia de carácter mitológico, y que la fundación del puerto continental de Gadir, Puerto Menesteo no podía ser menos. 
Según una representación cartográfica del siglo XIX. Esta Claramente detallada, la ubicación de dicho puerto. La isla de León es una isla situada en la bahía de Cádiz, en la costa atlántica andaluza. La isla está ocupada por los municipios de Cádiz al norte y San Fernando al sur, unidos por un tómbolo.1
La isla de León está separada del resto de la península ibérica (es decir, de los municipios de Chiclana de la Frontera y de Puerto Real) por el caño de Sancti Petri, brazo de mar que se extiende desde las aguas de la bahía (al norte) hasta el océano Atlántico (al sur). Las comunicaciones terrestres con la isla de León se han desarrollado, a lo largo de la historia, a través del puente Zuazo y sus predecesores.2 Sin embargo, existen también dos grandes puentes que unen la ciudad de Cádiz (asentada en la isla) con el resto del continente. Pueden encontrar lo dicho en : 
https://es.wikipedia.org/wiki/Isla_de_Le%C3%B3n

### Bibliográficas
- RUIZ MATA, D. (1988): "El Poblado Orientalizante del Castillo de Doña Blanca (Puerto de Menesteo) en El Puerto de Santa María (Cádiz)". Revista de Historia de El Puerto. Aula Menesteo. El Puerto de Santa María. pp. 9-25.
- RUIZ MATA, D. y PÉREZ PÉREZ, C. J. (1989): "El Túmulo 1 de la Necrópolis de "Las Cumbres" (Puerto de Santa María, Cádiz)", Tartessos. Arqueología protohistórica del Bajo Guadalquivir. 287-295. Sabadell.
- RUIZ MATA, D. y PÉREZ PÉREZ, C. J. (1995): "El poblado fenicio del Castillo de Doña Blanca". Ayuntamiento de El Puerto de Santa María. El Puerto de Santa María.